# Organisme interministériel en France
Les organismes interministériels sont des organismes chargés de coordonner l'action de l'État dans un domaine particulier.
En France, ces organismes peuvent prendre le nom de « délégation » ou de « mission ». Ils peuvent faire partie des Services du Premier ministre (exemple la Mission interministérielle de lutte contre les drogues et les conduites addictives) ou sous l'autorité d'un ministre (exemple la Direction interministérielle de la transformation publique).

## Exemples
- Secrétariat général des affaires européennes (SGAE)
- Secrétariat général de la Défense et de la Sécurité nationale (SGDSN)
- Mission interministérielle de vigilance et de lutte contre les dérives sectaires, qui a succédé à la Mission interministérielle de lutte contre les sectes (Miviludes)
- Mission interministérielle de l'effet de serre (MIES)
- Mission interministérielle de lutte contre les drogues et les conduites addictives (MILT)
- Mission interministérielle pour la protection des femmes contre les violences et la lutte contre la traite des êtres humains (Miprof)
- Délégation interministérielle à l'aménagement du territoire et à l'attractivité régionale (DATAR, ex DIACT)
- Délégation interministérielle au développement durable
- Délégation interministérielle pour l'égalité des chances des Français d'outre-mer (DIMECFOM ou DIECFOM)
- Délégation interministérielle aux industries agroalimentaires et à l'agro-industrie (DIIAA)
- Délégué interministériel à la sécurité routière (DISR)
- Délégué interministériel à la lutte contre le racisme, l'antisémitisme et la haine anti-LGBT (DILCRAH)
- Direction interministérielle des systèmes d'information et de communication (DISIC)
- Délégation interministérielle à la prévention et à la lutte contre la pauvreté (DIPLP)
- Délégation interministérielle à l'hébergement et à l'accès au logement (Dihal)
- Délégation interministérielle pour la négociation d’un accord international sur la prévention, la préparation et la riposte face aux pandémies (DINAP)

## Comités interministériels
Les comités interministériels réunissent plusieurs membres du Gouvernement.